# Пунарвасу

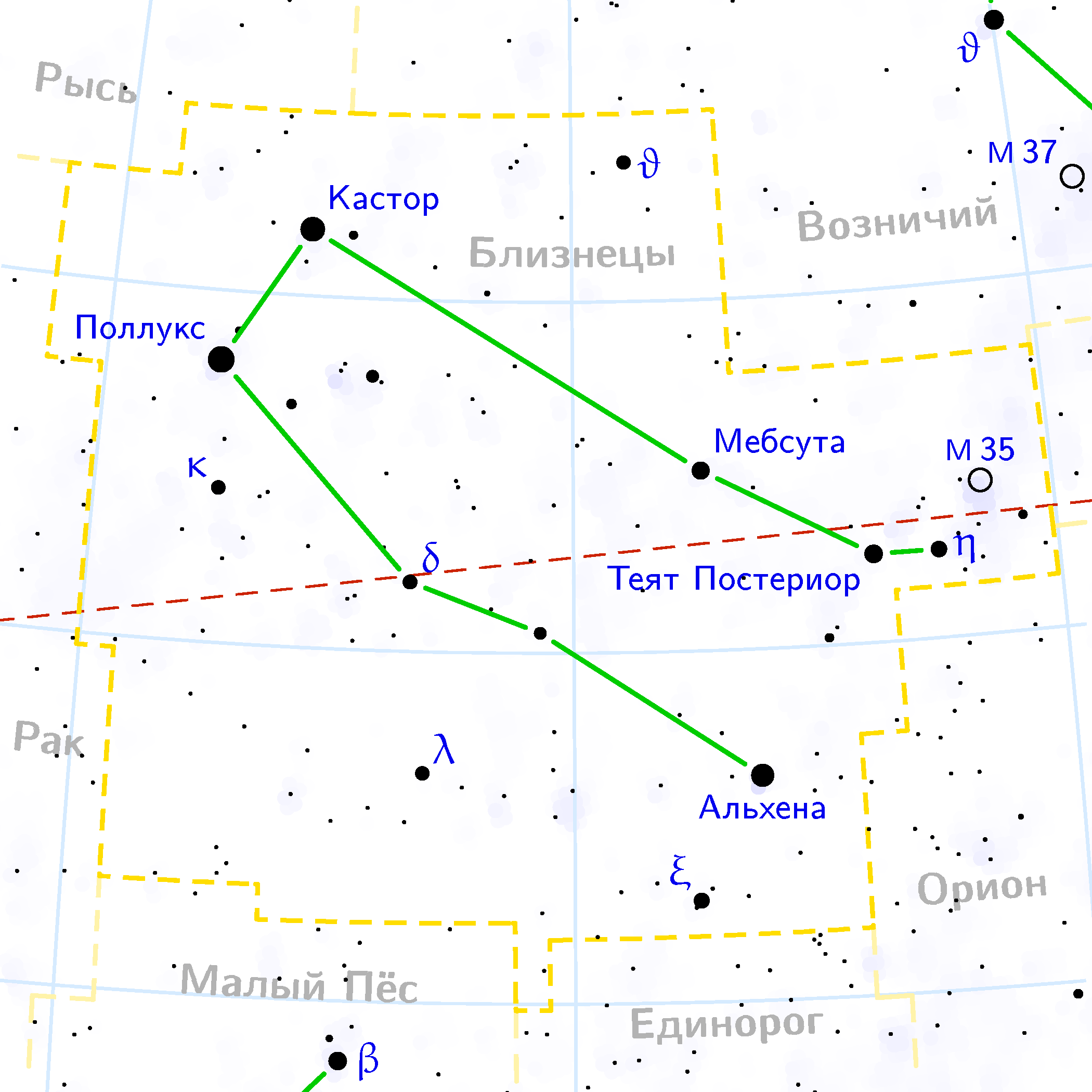
Созвездие Близнецов в котором расположена накшатра Пунарвасу

Пунарва́су (санскр. पुनर्वसु, IAST: Punarvasu, «двойная», «два восстановителя богатства») — это седьмая накшатра из классического списка лунного цикла (всего 27 накшатр) в индийской астрологии, склонение от +20° Митхуна раши до +3° 20′ Карката раши, соответствует звёздам Кастор (α Gem, склонение +31° 53′ 18″) и Поллукс (β Gem, склонение +28° 01′ 35″) в зодиакальном созвездии Близнецов.

## Другие названия
Пунарвасу имеет разные названия в зависимости от языковых, культурных и религиозных традиций:
- Ямакау на санскр. यामाकाऊ, IAST: Yāmākāū, перевод: «две колесницы» — древнеиндийское название
- Пунарвасу на телугу పునర్వసు, транс.: Punarvasu
- Пунарпусам на там. புனர்பூசம், транс.: Puṉarpūcam
- Пунартхам на малаял. പുനര്ഥമ്, транс.: Punartham
- Набс со на тиб. , Вайли: nabs so
- Цзин сю на кит. 井宿[англ.], Пиньинь: Jǐng xiù, перевод: «колодец»

## Описание
В сидерический период обращения Луны (лунный год) это седьмая стоянка с проекцией на звезды Кастор и Поллукс в зодиакальном созвездии Близнецов на видимой части звездного неба.
- Управителем[3] этой накшатры является планета Брихаспати (Юпитер)
- Символы[3] — лук и колчан
- Божество[4] — Адити — мать божеств

В индийском зодиаке первые три пада (четверти) данной части сидерического периода соответствует месяцу Митхуна и четвёртая пада соответствует месяцу Карката. В западном зодиаке соответствует склонению от +16° в зодиакальном созвездии Близнецов до +29° 20′ в зодиакальном созвездии Рака.

## Традиции
Традиционные индийские имена определяются тем, в какой паде (четверти) накшатры находился Асцендент ASC (Лагна) во время рождения ребёнка. Каждая из накшатр занимает 13° 20′ эклиптики и делится на па́да (четверти) по 3° 20′. В случае с накшатрой Пунарвасу имя будет начинаться со следующих слогов:
|              | 1-я пада | 2-я пада | 3-я пада | 4-я пада |
| ------------ | -------- | -------- | -------- | -------- |
| Начало имени | के Ке     | को Ко     | हा Ха     | ही Хи     |